# كأس ماليزيا 2013
كأس ماليزيا 2013 هو موسم من كأس الاتحاد الماليزي. كان عدد الأندية المشاركة فيه 30، وفاز فيه نادي كلنتن.